# Moussa Diabaté
Moussa Diabaté (París, 21 de enero de 2002) es un jugador de baloncesto francés que pertenece a la plantilla de los Charlotte Hornets de la NBA. Con 2,06 metros de estatura, juega en la posición de pívot.

## Trayectoria deportiva

### Primeros años
Nacido en París de padres malienses y guineanos, Diabaté empezó a jugar al baloncesto a los 12 años en el Sporting Club Maccabi de París. Después de unos meses, se mudó a USD Charonne, donde se formó su interés por el deporte, y luego compitió para Saint Charles de Charenton Saint Maurice. Diabaté no pudo ingresar al instituto deportivo CREPS por motivos académicos. A los 14 años, se mudó a los Estados Unidos para avanzar en su carrera de baloncesto. En octavo grado, se unió al programa de secundaria de la Academia Montverde en Montverde, Florida. Al principio, no hablaba inglés y le costó adaptarse al estilo de juego estadounidense.

### Instituto
Como estudiante de primer año en la escuela secundaria, jugó para Florida Preparatory Academy en Melbourne, Florida. Para su segunda temporada fue transferido a la Academia DME en Daytona Beach, Florida. Diabaté atrapó 30 rebotes en un partido contra Marshall County High School. En segundo año promedió 17,9 puntos, 11,1 rebotes y 2,2 asistencias por partido.
Para su temporada júnior, se mudó a IMG Academy en Bradenton, Florida. En diciembre de 2019, Diabaté ayudó a su equipo a llegar a la final del City of Palms Classic. Como júnior, Diabaté promedió 14,5 puntos y siete rebotes por partido. En su temporada sénior, promedió 14,1 puntos y 7,5 rebotes por partido y llevó a su equipo a un récord de 21-3. Fue seleccionado para disputar los prestigiosos McDonald's All-American Game y Jordan Brand Classic.

### Universidad
Jugó una temporada con los Wolverines de la Universidad de Míchigan, en la que promedió 9,0 puntos y 6,0 rebotes por partido. Fue incluido en el mejor quinteto de rookies de la Big Ten Conference. El 25 de abril de 2022 se declaró elegible para el draft de la NBA, manteniendo su elegibilidad universitaria. Sin embargo, el 1 de junio de 2022, Diabaté anunció que permanecería en el draft y renunciaría a su elegibilidad restante.

#### Estadísticas
| Año     | Equipo   | PJ | PT | MPP  | %TC  | %3P  | %TL  | RPP | APP | ROB | TPP | PPP |
| ------- | -------- | -- | -- | ---- | ---- | ---- | ---- | --- | --- | --- | --- | --- |
| 2021–22 | Michigan | 32 | 26 | 24.9 | .542 | .214 | .619 | 6.0 | .8  | .3  | .9  | 9.0 |

### Profesional
Fue elegido en la cuadragésimo tercera posición del Draft de la NBA de 2022 por Los Angeles Clippers. Tras pasar por la NBA Summer League, firma un contrato dual con los Clippers el 22 de julio. Debuta en la NBA el 27 de octubre ante Oklahoma City Thunder anotando 3 puntos. En su primera temporada disputa 22 encuentros con el primer equipo, uno de ellos como titular.
El 14 de julio de 2023, renueva su contrato dual con los Clippers. Esa temporada disputa 11 encuentros con el primer equipo.
A finales de julio de 2024, firma un contrato dual con Charlotte Hornets. El 9 de febrero de 2025 su contrato se convirtió en un contrato estándar de la NBA por tres temporadas. La noche siguiente, registró un récord personal de 21 puntos y 10 rebotes contra los Brooklyn Nets.

## Estadísticas de su carrera en la NBA

### Temporada regular
| Año     | Equipo        | PJ  | PT | MPP  | %TC  | %3P  | %TL  | RPP | APP | ROB | TPP | PPP |
| ------- | ------------- | --- | -- | ---- | ---- | ---- | ---- | --- | --- | --- | --- | --- |
| 2022-23 | L.A. Clippers | 22  | 1  | 8.9  | .511 | .500 | .625 | 2.3 | .2  | .3  | .'  | 2.7 |
| 2023-24 | L.A. Clippers | 11  | 0  | 5.8  | .526 | —    | .643 | 2.2 | .4  | .5  | .1  | 2.6 |
| 2024-25 | Charlotte     | 71  | 8  | 17.5 | .596 | .000 | .595 | 6.2 | .8  | .6  | .6  | 5.7 |
| Total   | Total         | 104 | 9  | 14.4 | .581 | .125 | .603 | 4.9 | .6  | .6  | .5  | 4.7 |